# Moskén i Schwetzingens slottspark
Moskén i Schwetzingens slottspark (tyska: Moschee im Schwetzinger Schlossgarten), även kallad Röda moskén (tyska: Rote Moschee) är en moskébyggnad i Schwetzingens slottspark uppförd 1779–1795 i det tyska förbundslandet Baden-Württemberg. Moskén uppfördes efter ritningar av den franske hovarkitekten Nicolas de Pigage.

## Historik
Uppförandet av moskén inleddes 1779 och slutfördes 1792/93 medan de tillhörande minareterna färdigställdes 1795/96.
Den fungerade under det fransk-tyska kriget 1870 som ett militärsjukhus.
Sedan 1970 har ett flertal renoveringar genomförts, liksom på det övriga slottsområdet.